# John Farrell
John Farrell   (Hammond, 28 d'agost de 1906 - Evergreen Park, 20 de juny de 1994) fou un patinador de velocitat sobre gel estatunidenc que va competir durant les dècades de 1920 i 1930.
El 1928 va prendre part en els Jocs Olímpics de Sankt Moritz, on va disputar tres proves del programa de patinatge de velocitat. En la prova dels 500 metres guanyà la medalla de bronze, que compartí amb Jaakko Friman i Roald Larsen. En els 1.500 metres fou vuitè i en els 5.000 dissetè.
Quatre anys més tard, als Jocs de Lake Placid fou sisè en la prova dels 500 metres del programa de patinatge de velocitat. Als Jocs de Garmisch-Partenkirchen de 1936 fou entrenador de l'equip estatunidenc de patinatge de velocitat.
El 1971 fou incorporat al National Speedskating Hall of Fame.